# Arbre de Cracovie
L’arbre de Cracovie était un arbre antique dans la grande allée de marronniers du Palais-Royal plantés par le cardinal de Richelieu. Sous l’ombrage de cet arbre, le plus beau de tous et remarquable par l’étendue de son feuillage, se réunissaient les nouvellistes de l’époque pour y échanger des informations sur l’actualité. La quantité de fausses nouvelles, nommées en langage populaire, « craques », qui se débitaient sous cet arbre le fit plaisamment, dans le même style, recevoir le nom d’« arbre de Cracovie ».

## Histoire

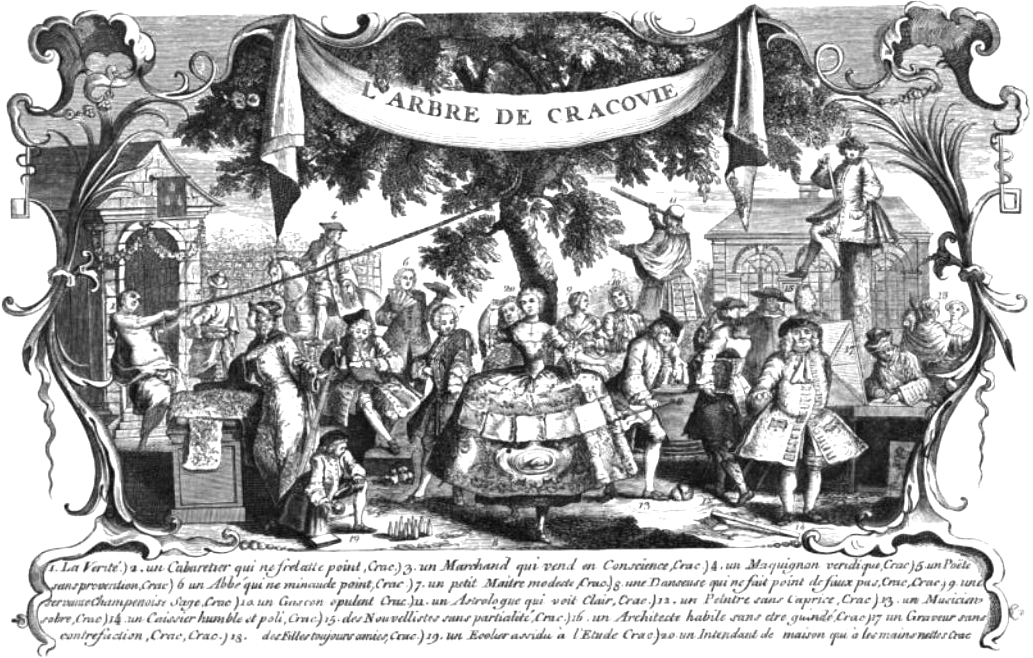
Caricature de l’arbre de Cracovie représentant divers types peu probables.

Là, l’un traçait sur le sable, avec sa canne, la marche des armées russes et s’emparait en imagination de Constantinople ou les partisans respectifs de l’Angleterre et des États-Unis d’Amérique, alors en guerre pour leur indépendance, se livraient, loin du théâtre des combats sanglants, les plus pacifiques des batailles.
La curiosité amenait en ce lieu les lecteurs du Courier de l'Europe et de la Gazette de Leyde, à peu près les seuls journaux du temps, mais également des personnages de la plus haute classe. On raconte qu’un jour, Metra qui, ayant alors une grande renommée en ce genre, présidait ce congrès de gobe-mouches, ayant voulu expulser un domestique en livrée du groupe réuni autour de lui, ce dernier réclama, en annonçant qu’il n’était là que pour garder la place de son maître, M. le comte de…

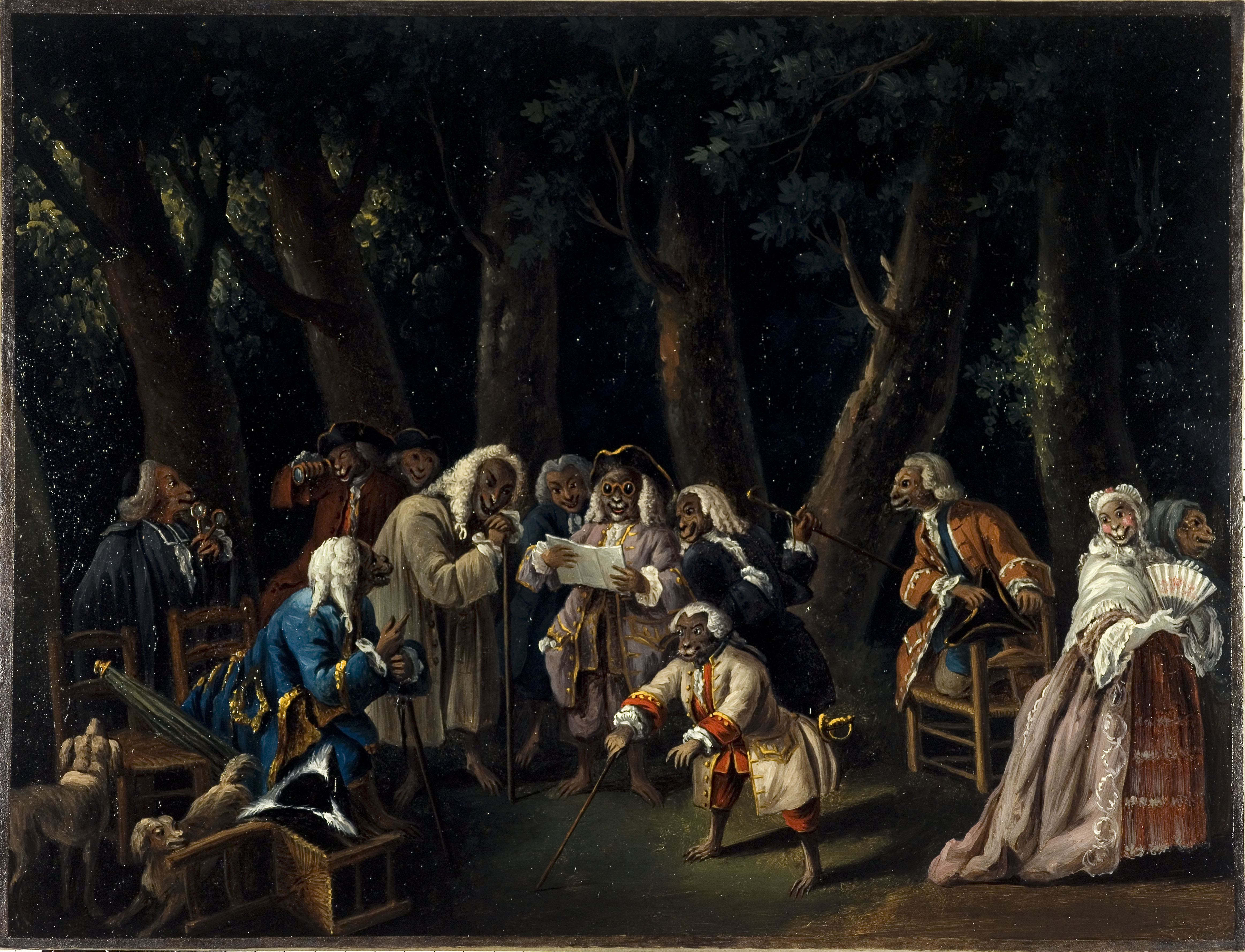
Le Conseil des singes ou Les politiques au jardin des Tuileries, par Alexis Peyrotte (1740).

Les jardins des Tuileries et du Luxembourg, autre rendez-vous de nouvellistes, avaient aussi leur arbre de Cracovie. Sous celui de cette dernière promenade, l’orateur habituel était un certain abbé que l’on avait nommé l’abbé Trente mille hommes, parce que son éternel refrain était : « Donnez-moi seulement trente mille hommes, et je prends cette ville, ou je gagne cette bataille. » Un de ses auditeurs affiliés, enchanté de cette éloquence militaire, le fit héritier de sa petite fortune ; et, n’ayant jamais su son nom de famille, il écrivit dans son testament : « Je laisse une somme de 20 000 fr. à M. l’abbé Trente mille hommes. » Des collatéraux voulurent attaquer ce legs ; mais il fut confirmé par les tribunaux, d’après le témoignage des honnêtes gobe-mouches du faubourg Saint-Germain, qui attestèrent que l’on n’appelait point autrement l’ecclésiastique nouvelliste.
Au mois de juin 1779, cet arbre s’était abattu aux trois quarts et avait presque écrasé dans sa chute une vingtaine de nouvellistes ; depuis, il ne formait plus qu’un tronc informe. En 1782, le duc de Chartres fit abattre cette superbe allée, ainsi que tous les arbres du jardin, pour y faire construire, en 1783, trois nouvelles rues, parallèles à celle de Richelieu, à la rue Neuve-des-Petits-Champs et à celle des Bons-Enfants.

## Postérité
En 1742, Charles-François Panard célèbre « L'arbre de Cracovie » dans un opéra-comique éponyme donné à la foire Saint-Germain.
L’action du roman d’Alexandre Dumas, Ingénue (1853), s’ouvre sur une scène se déroulant sous l’arbre de Cracovie.